# Gli amanti del chiaro di luna
Gli amanti del chiaro di luna è un film del 1958 diretto da Roger Vadim.

## Trama
La giovane Ursula, appena uscita dal convento, si reca a casa della zia Florentine e qui si innamora del giovane Lambert a sua volta amante della zia.
Il giovane impetuoso uccide il marito di Florentine e scappa con Ursula, la quale è decisa a difenderlo fino alle estreme conseguenze.